# Henry Sherwood Lawrence
Henry Sherwood Lawrence (New York, 1916. szeptember 22. – 2004. április 5.) amerikai orvos, kutató, immunológus, az egyik legismertebb felfedezése a transfer factorok voltak 1949-ben.
A biológia egy új ágazatának megteremtője, amely feltárja a limfociták működését.

## Tanulmányai
- 1938-ban diplomázott a New York-i Orvostudományi Egyetemen
- 1943: M.D. ugyanitt

## Munkássága
- 1949-ben csatlakozott a New York-i Orvostudományi Egyetem orvosi karához.
- 1959–2000 között a fertőző betegségek és az immunológiai osztály vezetője.
- 1964–2000 között társigazgatója a Bellevue és a New York-i Orvostudományi Egyetem kórházának.[3]
- A New York-i Orvostudományi Egyetem  fertőző betegségek és immunológiai tanszékvezetője[3]
- Az Amerikai Tudományos Akadémia tagja.[2][3]
- A New York-i Orvostudományi Egyetem rákos betegekkel foglalkozó központjának igazgatója.[2][3]
- A New York-i Orvostudományi Egyetem AIDS-kutató központjának igazgatója.[2][3]
- Alapító szerkesztője a Cellular Immunology tudományos folyóiratnak.[3]
- 2000-ben nyugdíjba vonult.

## Jelentősebb díjai és kitüntetései
- A New York-i Orvostudományi Egyetem érme a kiemelkedő hozzájárulásáért a tudományhoz.
- Az American College of Physicians díja a kiemelkedő hozzájárulásáért a tudományhoz.
- A Von Pirquet aranyérme az immunitás tudományában való előrelépéséért.
- A Kiváló Pedagógus díja a New York-i Orvostudományi Egyetemtől
- Lila Gruber-díj a rákkutatásért az Amerikai Bőrgyógyászati Akadémiától

A The New York Times dr. Lawrence-t az „immunológia úttörőjének”, „a fertőző betegségek szakértőjének” nevezi, továbbá leírják,hogy „az ő kutatási segítségével óriási előrelépés történt az immunológia tudományában”.
Az Amerikai Tudományos Akadémia „az előkelő orvosnak, a mestertanárnak”, illetve „ a sejtek által közvetített immunológiai kutatások úttörőjének” nevezte.